# Wapen van Alberta

Wapen van Alberta

Het Wapen van Alberta werd in 1907 aangenomen en voor het laatst gewijzigd in 1980.
Het wapen bestaat uit een schild waarop het Kruis van St. George bovenaan staat met daaronder bergen (die de Rocky Mountains vertegenwoordigen), heuvels, prairies en een veld met graan. Het schild wordt gedragen door twee Schildhouders, te weten een antilope en een leeuw. Hierboven staan een bever en een kroon afgebeeld. Aan de basis van het wapen zijn wilde rozen afgebeeld en het wapenspreuk van Alberta, Fortis et Liber (sterk en vrij).